# Kanton Penne-d’Agenais
Der Kanton Penne-d’Agenais war bis 2015 ein französischer Wahlkreis im Arrondissement Villeneuve-sur-Lot, im Département Lot-et-Garonne und in der Region Aquitanien; sein Hauptort war Penne-d’Agenais, Vertreter im Generalrat des Départements war zuletzt von 2001 bis 2015, wiedergewählt 2008, Jean-Pierre Lorenzon (PR). 
Der Kanton war 165,53 km² groß und hatte 8163 Einwohner (Stand 2012). 
Der Kanton umfasste Wahlberechtigte aus folgenden zehn Gemeinden:
| Gemeinde                | Einwohner Jahr | Fläche km² | Bevölkerungsdichte | Code INSEE | Postleitzahl |
| ----------------------- | -------------- | ---------- | ------------------ | ---------- | ------------ |
| Auradou                 | 382 (2013)     | 11,17      | 34 Einw./km²       | 47017      | 47140        |
| Dausse                  | 500 (2013)     | 6,94       | 72 Einw./km²       | 47079      | 47140        |
| Frespech                | 305 (2013)     | 11,7       | 26 Einw./km²       | 47105      | 47140        |
| Hautefage-la-Tour       | 840 (2013)     | 20,75      | 40 Einw./km²       | 47117      | 47340        |
| Massels                 | 109 (2013)     | 6,17       | 18 Einw./km²       | 47161      | 47140        |
| Massoulès               | 198 (2013)     | 7,86       | 25 Einw./km²       | 47162      | 47140        |
| Penne-d’Agenais         | 2335 (2013)    | 46,71      | 50 Einw./km²       | 47203      | 47140        |
| Saint-Sylvestre-sur-Lot | 2296 (2013)    | 21,27      | 108 Einw./km²      | 47280      | 47140        |
| Trémons                 | 387 (2013)     | 13,49      | 29 Einw./km²       | 47314      | 47140        |
| Trentels                | 818 (2013)     | 19,47      | 42 Einw./km²       | 47315      | 47140        |